# Walser (volk)

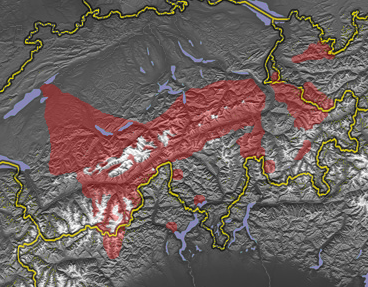

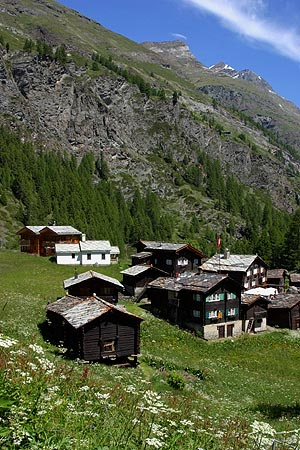

De Walser zijn een Alemannisch volk in de Alpen. Ze spreken een Duits dialect, het Walserduits, dat tot de hoogstalemannische dialecten behoort. In de middeleeuwen breidden ze zich vanuit Wallis over grote delen van Zwitserland, Noord-Italië, Liechtenstein en Oostenrijk uit.

## Geschiedenis
Ongeveer 1000 jaar geleden bereikten de Walser vanuit het Berner Oberland het Goms in Wallis en koloniseerden, stukje bij beetje, het hogere deel van het Rhônedal.
Rond de 13e en 14e eeuw verlieten groepen Walser het Rhônedal en trokken in alle richtingen, maar hoofdzakelijk naar het oosten:
- Over de waterscheiding, maar nog in Wallis, werden als eerste de gemeentes Simplon en Gondo gekoloniseerd
- In het Berner Oberland: Lauterbrunnen, Mürren, Planalp, en verstrooid in het Berner Mittelland
- In de Italiaanse Alpen de dalen zuidelijk van het Monte-Rosa-massief:
  - In de regio Aosta-dal: Gressoney: Gressoney-La Trinité (walserdialect: Greschunei Oberteil), Gressoney-Saint-Jean (wdt. Greschunei Underteil und Mettelteil), Issime (wdt. Eischeme), alsook delen van Val d'Ayas.
  - in de provincie Vercelli: Alagna Valsesia (wdt. Im Land), Rima (tegenwoordig samengevoegd met de gemeente San Giuseppe onder de naam Rima-San Giuseppe (wdt. In d Rimmu), Rimella (wdt. Remmalju), Riva Valdobbia (wdt. Rifu)
  - in de provincie Verbania-Cusio-Ossola: Formazza (wdt.Pomatt), Macugnaga (wdt. Z Maggana), Salecchio (wdt. Saley), Ornavasso (wdt. Urnafasch), Miggiandone, Agàro (wdt. Ager), Ausone (wdt. Ogschtu), Campello-Monti (wdt. Ggampel)
- in het kanton Ticino de gemeente Bosco/Gurin (wdt. Gurin)
- grote delen van het kanton Graubünden:
  - Rheinwald
  - Obersaxen, Vals/St. Martin GR, Signina (gemeente Riein)
  - Safiental, Tenna, Valendas, Versam, Tschappina, Avers, Mutten
  - het Schanfigg
  - het hogere Landwasser-dal met Davos en het Prättigau
- waarschijnlijk vanuit het Prättigau:
  - Triesenberg en Planken in Liechtenstein
  - Calfeisen-dal en Tamina-dal in het kanton Sankt Gallen
  - Vorarlberg en Tirol: Grote Walser-dal, Kleine Walser-dal; Tannberg met Schröcken, Lech en Warth alsook Lechleiten, Gehren en Walchen (delen van Steeg in Tirol); de gemeentes Galtür en Ischgl in Tiroler Paznaun-dal, Brand, Bürserberg, Dünserberg, Ebnit, Laternser-dal, Damüls en Silber-dal

Een oorzaak van de volksverhuizing was de groeiende bevolking, die op zoek ging naar nieuwe landbouwgebieden. De Walser ontwikkelden vaardigheden en technieken die het mogelijk maakten om hooggelegen berggebieden te gebruiken voor de landbouw en veeteelt. De kolonialisering van zulke gebieden werd door de toenmalige machthebbers gestimuleerd door belastingontheffingen en het verdelen van bijzondere privileges. Zodoende konden de Walser zich uit feodale verplichtingen onttrekken. Vanwege hun eigen rechtssysteem worden de Walser ook "Freie Walser" genoemd. Desondanks waren ze in veel gevallen wel beschikbaar voor c.q. werden verplicht tot militaire dienst.

## Cultuur
De cultuur en taal van de Walser is tot op de dag van vandaag gedeeltelijk behouden. Hun architectuur kenmerkt zich door de typische houten huizen en de door hun aangelegde Walser-wegen.